# 邹检验
邹检验（英語：Chow test）是一种统计和计量经济的检验。它可以测试两组不同数据的线性回归系数是否相等。在时间序列分析中，邹检验被普遍地用来检验结构性变化是否存在。邹检验是由经济学家于1960年发明的。
假设我们的数据模型是：
{\displaystyle y=a+bx_{1}+cx_{2}+\varepsilon \,}
如果我们把数据分为两组，那么有：
{\displaystyle y=a_{1}+b_{1}x_{1}+c_{1}x_{2}+\varepsilon \,}
及
{\displaystyle y=a_{2}+b_{2}x_{1}+c_{2}x_{2}+\varepsilon \,}
邹检验的原假设就是假设残差{\displaystyle \varepsilon }为未知方差的独立同分布的正态分布，判定{\displaystyle a_{1}=a_{2}}，{\displaystyle b_{1}=b_{2}} 和 {\displaystyle c_{1}=c_{2}}。 
假设{\displaystyle S_{C}}是组合数据的残差平方和，{\displaystyle S_{1}}是第一组数据的残差平方和，{\displaystyle S_{2}}是第二组数据的残差平方和。{\displaystyle N_{1}}和{\displaystyle N_{2}}分别是每一组数据的观察数目，{\displaystyle k}是参数的总数。邹检验的检验值是：
{\displaystyle {\frac {(S_{C}-(S_{1}+S_{2}))/k}{(S_{1}+S_{2})/(N_{1}+N_{2}-2k)}}.}
邹检验服从自由度为{\displaystyle k}和{\displaystyle N_{1}+N_{2}-2k}的F-分布。